# 瑪家鄉
22°42′31″N 120°38′58″E / 22.7086763°N 120.6494041°E
瑪家鄉（排灣語：Makazayazaya）位於臺灣屏東縣東北方，北臨三地門鄉，東側和北側連霧台鄉，西鄰內埔鄉，西南連萬巒鄉，南接泰武鄉，為臺灣本島面積最小且唯一未滿100平方公里的山地原住民鄉。地處中央山脈南段，大武山北側，地勢險阻，起伏甚大，氣候上屬熱帶季風氣候，鄉內居民以臺灣原住民的排灣族為主。鄉境內的三和村為飛地，夾在長治鄉、內埔鄉與鹽埔鄉之間。

## 歷史
瑪家鄉為排灣族瑪卡札亞札亞（Makazayazaya）、馬須利德、娃卡巴（Wakaba）、卡扎給蘭（Kazangiljan）、排灣（Payuan）的居住地，瑪卡札亞札亞在排灣族語中是指「傾斜的山坡地」，意指其部落是居住在溪流坡地上，瑪家在史前時期到日治時期前，一直由Vavulengan大頭目家族分別擔任最高領袖，目前Vavulengan當家長嗣為徐春美（Eleng Vavulengan），目前此家族已記載到十六代，而排灣地區由排灣道旮督（Tjaugadu）家族擔任領導，北葉則由嘉德卡特（Gadegade）家族作為核心領袖。日治時期將部分居民遷居，設置警察駐在所治理一切事務，在1920年的地方改制中劃入高雄州潮州郡。戰後初期將上述五村名字改為瑪家、北葉、涼山、佳義、筏灣（後又正名為排灣），因文獻及口傳歷史都認為大武山（Kavulugan）排灣部落是排灣族的發祥地之一，於是經台灣省政府在1986年4月2日將原定音譯的筏灣村正名為「排灣村」，原定的鄉名為「瑪佳沙」，後於1946年改為瑪家鄉，劃歸高雄縣管轄，1950年改隸屏東縣至今。

## 人口
根據屏東縣內埔戶政事務所及內政部戶政司統計，2024年底瑪家鄉戶數約2.2千戶，人口約6.7千人，人口密度每平方公里約85人，是屏東縣下轄八個山地鄉中人口密度最高者，在全臺灣所有山地鄉中，人口密度排行第二高（僅次於臺東縣蘭嶼鄉）。鄉內人口最多與最少的村分別是三和村與瑪家村，2024年底兩村人口分別為2,423人與501人。瑪家鄉人口中0至14歲人口佔比12.14%，15至64歲人口佔比73.22%，65歲以上人口佔比14.64%，是屏東縣青壯年人口比例最高的行政區。

## 政治

### 歷任首長
| 任次 | 姓名   | 備註 |
| ---- | ------ | ---- |
| 1    | 林和平 |      |
| 2    | 林和平 |      |
| 3    | 林和平 |      |
| 4    | 張德志 |      |
| 5    | 邱傳順 |      |
| 6    | 邱傳順 |      |
| 7    | 柳基源 |      |
| 8    | 柳基源 |      |
| 9    | 高順良 |      |
| 10   | 高順良 |      |
| 11   | 馮寶成 |      |
| 12   | 馮寶成 |      |
| 13   | 林忠義 |      |
| 14   | 康錦吉 |      |
| 15   | 陳生明 |      |
| 16   | 陳生明 |      |
| 17   | 梁明輝 |      |
| 18   | 梁明輝 |      |
| 19   | 羅清仁 | 現任 |

### 鄉政組織
瑪家鄉公所是瑪家鄉最高層級的地方行政機關，在中華民國政府架構中為鄉自治的行政機關，同時負責執行縣政府及中央機關委辦事項。瑪家鄉的自治監督機關為屏東縣政府。鄉長由全體鄉民直接選舉產生，任期為四年，可連選連任一次。瑪家鄉公所並置鄉政會議，為鄉政最高決策機構，在鄉長之下，設有4課3室等7個內部單位。
瑪家鄉民代表會是瑪家鄉的最高民意機關，代表瑪家鄉全體鄉民立法和監察鄉政。鄉民代表由公民直選選出，任期為四年，可連選連任。瑪家鄉民代表會共有7位鄉民代表，分別為第一選區4席鄉民代表、第二選區3席鄉民代表，主席、副主席由7位鄉民代表互選產生。
瑪家鄉為屏東縣議會第十選區，在屏東縣議會53席縣議員中，瑪家鄉共選出1席縣議員。

### 行政區劃

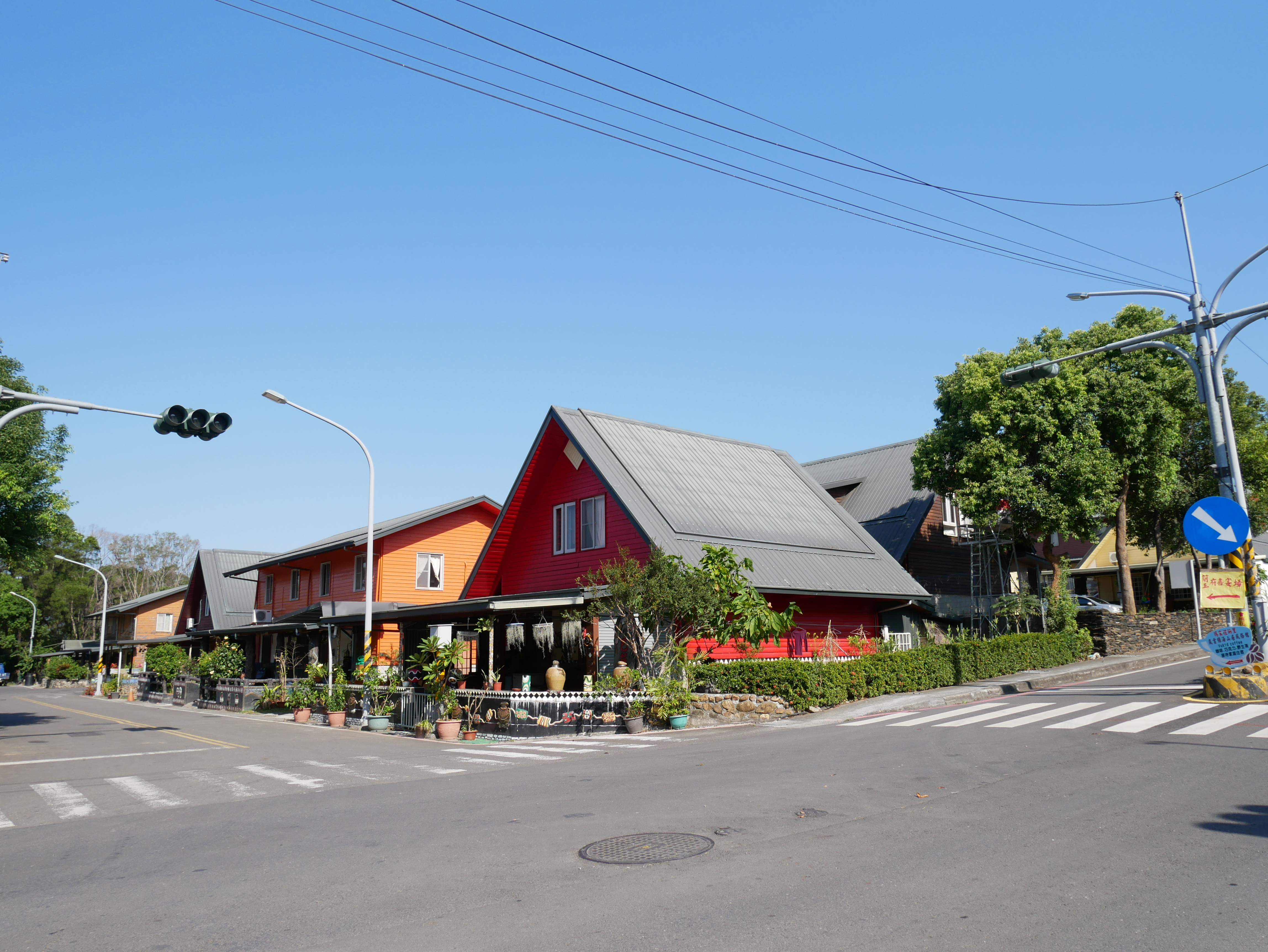
禮納里

以下列出的「村」屬於行政區劃，因此村內可能有數個部落。括號內皆為排灣語與日語名稱。

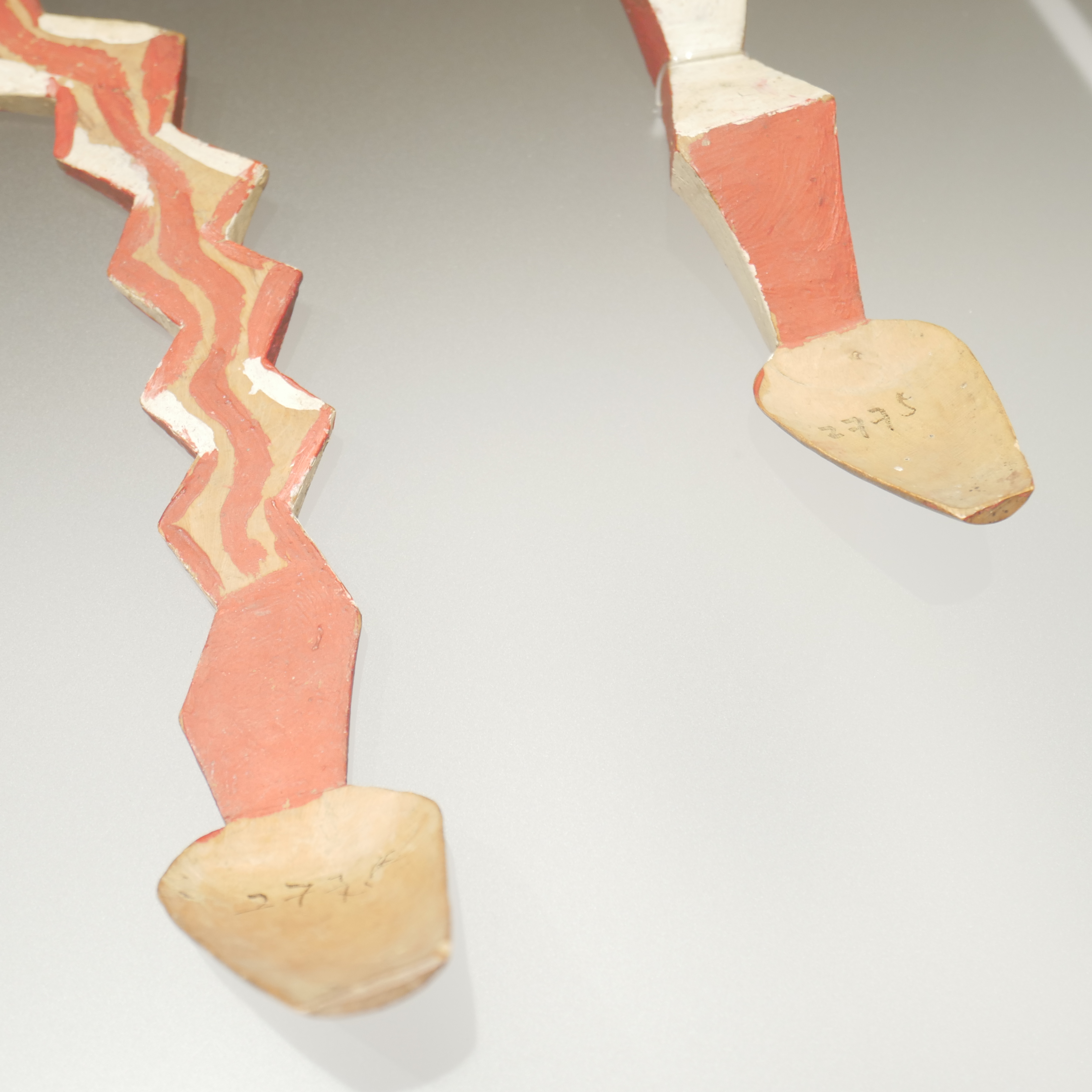
北葉部落（Masilidj）木杓

- 北葉村：鄉行政中心。瑪家鄉北葉村入口意象

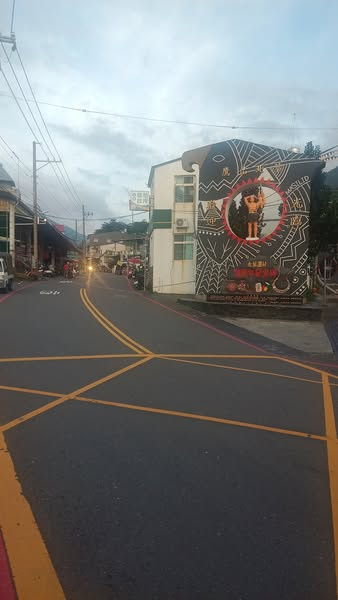
瑪家鄉北葉村入口意象

  - 北葉部落（Masilidj，瑪希利得）：1954年遷至現址。
  - 禮納里部落：2010年因八八風災搬遷至此的三地門鄉大社村、霧台鄉好茶村與部分瑪家村組成的部落，行政區劃上分劃給原鄉及村。
- 瑪家村：2013年所轄三部落移至禮納里。
  - 崑山部落（Tjaljavakung，達那瓦功）
  - 瑪家部落（Makazayazaya，瑪卡札亞札亞）
  - 白露部落（Pailjus）
- 排灣村：
  - 排灣部落（Paiwan）：1974年～1976年遷至現址。
- 涼山村：
  - 涼山部落（Wakaba，若葉）
- 佳義村：
  - 佳義部落（Kazangiljan，卡札給蘭）：1952年遷至現址。
- 三和村：1967年由霧臺、三地與瑪家三鄉居民所建立。

| 瑪家鄉行政區劃                                        |
| 三和村 北葉村 涼 山 村 佳義村 瑪 家 村 排灣村 排灣村→ |

## 公共服務

### 警政治安
- 屏東縣政府警察局內埔分局
  - 瑪家分駐所
  - 佳義派出所

### 消防
- 屏東縣政府消防局第一大隊
  - 瑪家分隊

## 教育

### 國民中學
- 屏東縣立瑪家國民中學(1968)：屏東縣瑪家鄉三和村三和巷16號

### 國民小學
- 屏東縣立北葉國民小學(1909)：屏東縣瑪家鄉北葉村風景巷1號◆2017年轉型為原住民族實驗教育學校
- 屏東縣立佳義國民小學(1910)：屏東縣瑪家鄉佳義村泰平巷12號
- 屏東縣立長榮百合國民小學(2011)：屏東縣瑪家鄉瑪家村和平路一段65號◆2016年轉型為原住民族實驗教育學校。
- 屏東縣瑪家鄉瑪家國民小學(1914-1992)：屏東縣瑪家鄉瑪家村 1914.01.01潮州郡マカザヤザヤ教育所1992北葉國小瑪家分校廢校
- 屏東縣瑪家鄉涼山國民小學(1935-1992)：屏東縣瑪家鄉涼山村1935.07.01潮州郡ワカバ教育所1992佳義合併涼山國小
- 屏東縣瑪家鄉三民國民小學(1935-1992)：屏東縣瑪家鄉三和村1992北葉合併三民國小

## 交通

### 公路
縣道
- 縣道185號（沿山公路）

鄉道
- 屏35線（原瑪家市區與舊筏灣部落之聯外道路、禮那里部落）
- 屏37線（麟洛交流道、經三和村）

### 公共運輸
市區公車
| 路線編號             | 營運區間                 | 服務業者 | 備註                                                                                          | 車站轉乘   | 路線圖                                     |
| -------------------- | ------------------------ | -------- | --------------------------------------------------------------------------------------------- | ---------- | ------------------------------------------ |
| 508路 台灣好行屏北線 | 屏東車站－原住民文化園區 | 屏東客運 | 台灣好行屏北線 行經麟洛運動公園、六堆客家文化園區、屏東科技大學                               | 屏東車站   | 508 （页面存档备份，存于）                 |
| 511路                | 台鐵新左營站－涼山遊憩區 | 高雄客運 | 2017年7月1日通車 行經高雄榮總、義大醫院、里港、內埔農工                                       | 新左營車站 | 511 （页面存档备份，存于）                 |
| 602路 琉璃吊橋線     | 原住民文化園區－少女城   | 屏東客運 | 琉璃吊橋接駁公車 行經原住民文化園區、內埔農工 週六行經水門夜市                                |            | 602 （页面存档备份，存于）                 |
| 603路                | 大津－涼山遊憩區         | 高雄客運 | 2017年7月1日通車，行經賽嘉樂園、內埔農工 例假日行駛                                           |            | 603 （页面存档备份，存于）                 |
| 605路                | 涼山遊憩區－潮州火車站   | 高雄客運 | 2017年7月1日通車，行經萬金教堂 例假日行駛                                                     | 潮州車站   | 605 （页面存档备份，存于）                 |
| 185沿山觀光郵輪巴士  | 高鐵左營站－高鐵左營站   | 不明     | 2018年11月1日通車，主要行駛縣道185號，行經山川琉璃吊橋、萬金教堂等景點 郵輪式公車，需事前預約 | 新左營車站 | 185沿山觀光郵輪巴士 （页面存档备份，存于） |

社區巴士
| 路線編號             | 營運區間             | 服務業者   | 備註                       | 車站轉乘 | 路線圖                                      |
| -------------------- | -------------------- | ---------- | -------------------------- | -------- | ------------------------------------------- |
| 屏東縣瑪家鄉幸福巴士 | 瑪家鄉公所－內埔農會 | 瑪家鄉公所 | 2016年通車，週一至週五行駛 |          | 屏東縣瑪家鄉幸福巴士 （页面存档备份，存于） |

## 旅遊

### 文化設施
- 中華民國原住民族委員會臺灣原住民族文化園區（含山川琉璃吊橋）
- 交通部觀光署茂林國家風景區
- 笠頂山登山步道
- 笠頂山十字架
- 桃花源休閒農場

| - 白賓山 - 真笠山 - 旗鹽山 - 笠頂山 | - カサギザン社（佳義）國語碑 |

## 特產
- 芒果
- 紅藜
- 紅肉李

## 外部連結
- 瑪家鄉公所 （页面存档备份，存于）